# Ebraima Manneh
Ebraima Manneh (auch als Ebou Manneh bekannt; * 20. Jahrhundert in Banjul) ist ein Politiker und Diplomat im westafrikanischen Staat Gambia. Er war u. a. Botschafter Gambias in den Vereinigten Staaten und Sierra Leone.

## Leben
Nach dem Besuch der Gambia High School studierte Manneh von 1964 bis 1967 auf der Université Cheikh Anta Diop de Dakar die Französische Sprache und Literatur und an der University of Otago in Neuseeland, wo er von 1967 bis 1971 den Bachelor of Arts in Moderne Sprache und Bildung erwarb. Anschließend war er in verschiedensten Ministerien und Regierungsabteilungen tätig gewesen. Er engagierte sich politisch in der United Democratic Party UDP und war in dieser Partei ein leitender Verwaltungssekretär.
Er war Mitarbeiter der gambischen diplomatischen Mission in Dakar und später in Brüssel, wo er auch in den frühen Verhandlungen zur Gründung der AKP-Gruppe teilnahm. Weiter war er Leiter der Mission des African Groundnut Council (AGC) bei den Vereinten Nationen in Genf und wurde später Direktor des europäischen Büros in Brüssel. Bis zu seiner Auflösung 1987 war er der stellvertretende Exekutivsekretär des Senegalo-Gambia-Ständigen Sekretariats, danach kehrte er in dem Beamtendienst zurück. Er wurde Staatssekretär im Ministerium für Gesundheit, Arbeit und Soziales, Ministerium für Frauenangelegenheiten, Ministerium für Natürliche Ressourcen und Umwelt, und schließlich im Informations- und Tourismusministerium, von wo aus, wie die meisten seiner Kollegen, er von der Militär-Junta 1994 entfernt wurde. Er hielt sich dann oft in den Vereinigten Staaten auf und studierte 2001 an der Lincoln University in Pennsylvania Management und lebte seit 2012 in Raleigh, North Carolina im Exil. Neben vielen anderen Aktivitäten in der Diaspora betätigte er sich als Schriftsteller und kommentierte die gambischen Ereignisse in den Sozialen Medien. Manneh betätigte sich auch an gemeinschaftliche Aktivitäten, so war er Vorstandsmitglied der der Vereinigung der NGOs (TANGO), Generalsekretär des Gambia Scout Council und Generalsekretär der Pipeline Mosque.
Am 14. März 2017 wurde bekannt, dass Manneh vom Präsident Adama Barrow zum Nachfolger von Sheikh Omar Fye als gambischer Botschafter in den Vereinigten Staaten bestimmt wurde (seit dem 7. März 2017 wirksam). Am 31. Juli 2018 wurde verkündet, dass Manneh als Nachfolger von Femi Peters Botschafter in Sierra Leone wird. Peters war Ende Januar 2018 verstorben. Im Oktober 2018 überreichte er sein Akkreditierungsschreiben an Präsident Julius Maada Bio. Er war zugleich als Botschafter in Liberia (Überreichung des Akkreditierungsschreibens an Präsident George Weah im Januar 2020) und in der Elfenbeinküste akkreditiert, sowie als Ständiger Vertreter bei der Afrikanischen Entwicklungsbank. Ende September 2020 wurde Manneh durch Alieu Jammeh ersetzt.